# Volea-Vîsoțka, Jovkva
Volea-Vîsoțka (în ucraineană Воля-Висоцька) este localitatea de reședință a comunei Volea-Vîsoțka din raionul Jovkva, regiunea Liov, Ucraina.

## Demografie
Componența lingvistică a localității Volea-Vîsoțka
     Ucraineană (98,5%)
     Rusă (1,44%)
     Alte limbi (0,06%)
Conform recensământului din 2001, majoritatea populației localității Volea-Vîsoțka era vorbitoare de ucraineană (98,5%), existând în minoritate și vorbitori de rusă (1,44%).